# Mala hierba (película)
Mala hierba (en francés: Mauvaises herbes) es una película francesa de comedia y drama de 2018 escrita y dirigida por Kheiron que también desempeña el papel principal, con Catherine Deneuve y André Dussollier en papeles principales. Fue estrenada el 21 de noviembre de 2018 en cines en Francia y el 21 de diciembre de 2018 en Netflix.
La película se centra en Waël, un estafador cuya vida cambia cuando se ve obligado a trabajar como mentor para un grupo de adolescentes que se enfrentan a la expulsión de la escuela.

## Reparto
- Kheiron como Waël.
- Catherine Deneuve como Monique.
- André Dussollier como Victor.
- Louison Blivet como Shana.
- Adil Dehbi como Fabrice.
- Hakou Benosmane como Karim.
- Youssouf Wague como Ludo.
- Ouassima Zrouki como Nadia.
- Joseph Jovanovic como Jimmy.
- Alban Lenoir como Franck.

## Estreno
La película se estrenó el 21 de noviembre de 2018 en cines franceses, y el 21 de diciembre de 2018 internacionalmente, a través de Netflix y otras plataformas.

## Recepción
Mauvaises herbes recibió reseñas generalmente positivas de parte de la audiencia. En el sitio IMDb los usuarios le asignaron una calificación de 7.3/10, sobre la base de 2200 votos, mientras que en la página web FilmAffinity la cinta tiene una calificación de 6.7/10, basada en 1105 votos.